# Timothée (Nouveau Testament)
Pour les articles homonymes, voir Timothée.
Timothée (en grec ancien Τιμόθεος, Timótheos), dit de Lystre ou d’Éphèse, né au début du Ier siècle apr. J.-C. à Lystre et mort à la fin du même siècle, vers 97 à Éphèse, essentiellement connu comme disciple, compagnon de voyage et proche confident de Paul de Tarse. Paul l'aurait institué premier évêque d'Éphèse. Deux lettres attribuées à Paul lui sont adressées, dites épîtres pastorales. Rien n’est connu de lui en dehors de ces sources néotestamentaires. Il est reconnu comme saint par l'Église catholique et l'Église orthodoxe. Selon le Martyrologe romain, Timothée est fêté le 26 janvier avec Tite.

## Étymologie
Le nom « Timothée » vient du grec ancien timao, « honorer » et theos, « Dieu », soit « celui qui honore Dieu ».

## Selon le Nouveau Testament

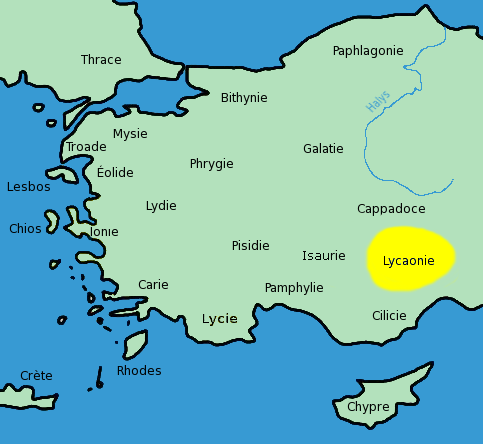
La Lycaonie, en Asie Mineure.

Timothée, que Paul appelle « son vrai fils dans la foi », réside à Lystre, en Lycaonie (Asie Mineure) dans les années 50. Il est le fils d’un père grec et d’une mère juive, Eunice. La grand-mère de Timothée, Lois, sa mère et lui-même sont des Juifs qui ont choisi « la Voie du Seigneur » et qui reconnaissent Jésus comme Messie (2 Tm 1:5). À sa naissance, il n'a pas été circoncis, probablement car son père est un grec. Pour éviter des difficultés avec les judéo-chrétiens Paul fait circoncire Timothée « à cause des Juifs qui se trouvaient dans les parages » (Ac 16:1-3). Timothée est influencé par les mouvements baptistes, ainsi Paul lui reproche de « ne boire que de l'eau » et lui conseille de boire un peu de vin.
Pour son deuxième voyage missionnaire, Paul s'est séparé de Barnabé, à cause de son cousin Marc (— assimilé soit à Marc l’Évangéliste soit à Jean Marc —). Paul repasse par Lystre et prend Timothée comme compagnon et collaborateur. Une solide amitié se développe entre eux — son nom est souvent mentionné dans les salutations épistolaires — même s’ils ne voyagent pas toujours ensemble.  

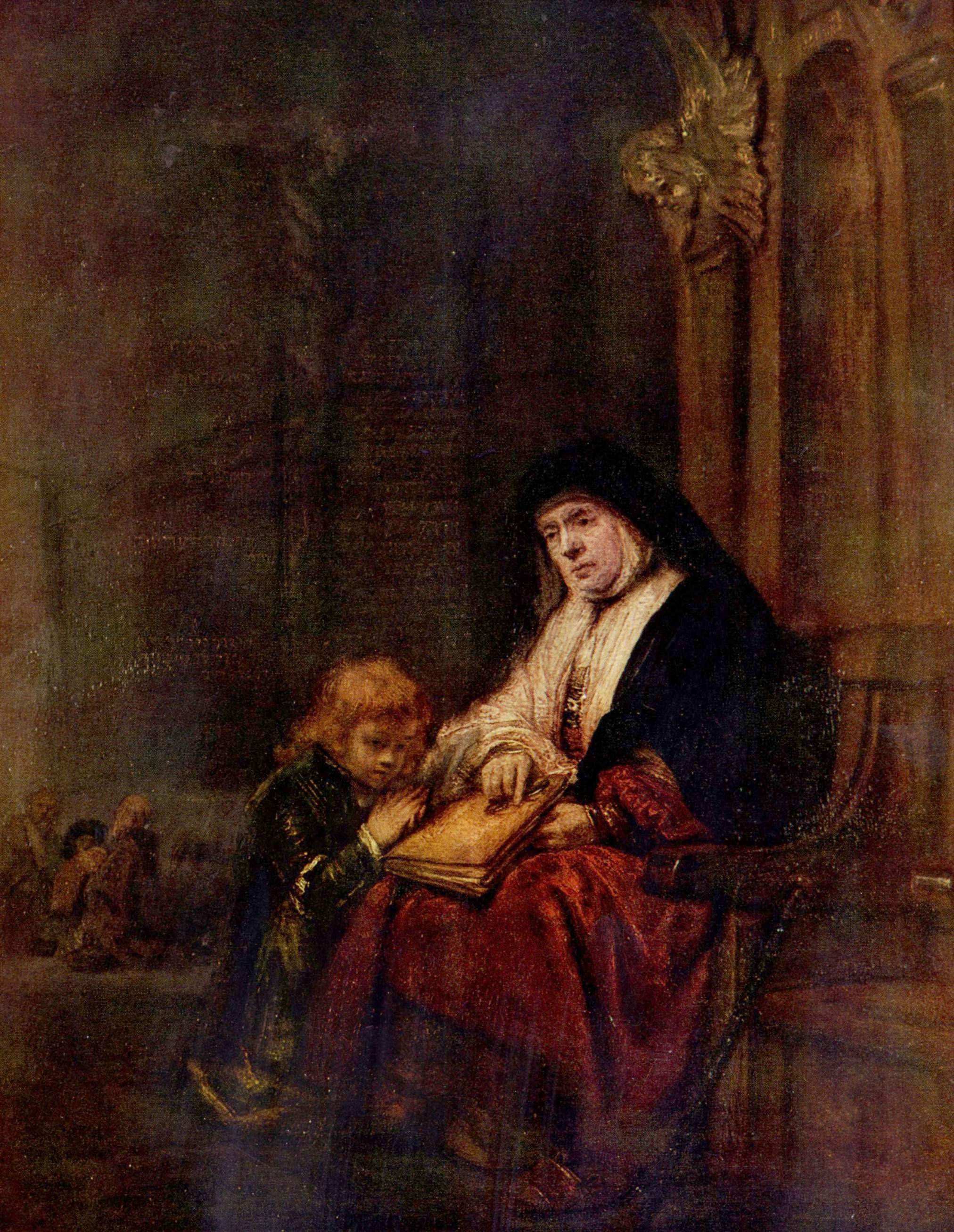
Timothée enfant (tableau de Rembrandt).

Resté à Bérée avec Silas (Ac 17:14ss), il rejoint Paul à Corinthe où il joue un rôle important dans l’œuvre d’évangélisation (2 Co 1:19). Lorsque de graves malentendus s’élèvent dans la communauté chrétienne, c’est Timothée que Paul y envoie (1 Co 4:17) pour y ramener la paix.
Timothée est l’homme de confiance. Une allusion est faite à une possible mission à Philippes également (Ph 2:19). Il en est de même à Thessalonique: « nous vous avons envoyé Timothée notre frère, le collaborateur de Dieu dans la prédication de l’évangile du Christ, pour vous affermir et vous encourager dans votre foi » (1 Th 3:2).

## Martyr et vénération
Selon la tradition, Timothée a par la suite gouverné l’Église d'Éphèse et rencontré Jean l'Évangéliste. C'est dans cette ville qu'il est mort martyr, tué par des exaltés le frappant à coup de massues et de pierres parce qu'il voulait les dissuader de s'adonner à une fête licencieuse en l'honneur d'une divinité païenne. 
Son corps fut d'abord déposé près de celui de saint Jean à Éphèse, puis transporté en 356 à Constantinople en l'église des Saints-Apôtres. Au début du XIIIe siècle, des reliques furent envoyées en Italie par des croisés dont sa tête et déposées à la cathédrale de Termoli dans la région du Molise, puis cachées et oubliées. C'est à l'occasion de travaux de restauration en 1945, qu'elles ont été redécouvertes et mises à l'honneur.

## Fête
Timothée est un saint de l'Église catholique fêté le 26 janvier en compagnie de Tite, comme disciples très chers de Paul de Tarse, lequel leur a confié des charges épiscopales dans l’Église naissante. Timothée est également un saint des Églises orthodoxes, qui le fêtent le 22 janvier.

## Présence dans les arts

### Peinture
Timothée est représenté sur de nombreuses icônes orthodoxes. Il est aussi le sujet principal d’un tableau du peintre néerlandais du XVIIe siècle Rembrandt, intitulé Timothée enfant, qui serait daté de 1648.

### Roman
Timothée est le narrateur et le personnage principal du roman de l'Américain Gore Vidal, En direct du Golgotha, traduit en français par J.-B. Blandenier pour publication aux éditions Rivages poche en 2003.